# Bolitophila glabratella
Bolitophila glabratella är en tvåvingeart som beskrevs av Mayer 1951. Bolitophila glabratella ingår i släktet Bolitophila och familjen smalbensmyggor. Arten är reproducerande i Sverige. Inga underarter finns listade i Catalogue of Life.